# Сестринівка (станція)
Сестринівка — проміжна станція Козятинської дирекції Південно-Західної залізниці (Україна), розташована на дільниці Козятин I — Фастів I між станцією Козятин I (відстань — 5 км) і зупинним пунктом Вернигородок (6 км). Відстань до ст. Фастів I — 88 км.
Відкрита 1940 року. 1964 року лінію, на якій розташовано станцію, було електрифіковано.

## Розклад
- Розклад руху пасажирських поїздів по станції // Укрзалізниця
- Розклад руху приміських поїздів по станції на сайті Південно-Західної залізниці
- Інформація про станцію на сайті railwayz.info(рос.)